# Unión de Valores
La Unión de Valores (en alemán: WerteUnion, WU) es un partido político alemán fundado el 17 de febrero de 2024 mediante la transformación de una asociación registrada con el mismo nombre que llevaba siete años de existencia. Según su propia información, la Unión de Valores tenía alrededor de 4,000 miembros en 2022; aproximadamente 3,000 de ellos también eran miembros de la CDU.

## Historia
La Unión de Valores fue fundada en 2017 y estaba compuesta principalmente por miembros de la CDU que buscaban restablecer las raíces conservadoras de su partido.Su formación fue motivada por el mismo giro a la derecha en la CDU que eventualmente obligó a Angela Merkel a dejar el liderazgo, debido a su coqueteo con el keynesianismo y la socialdemocracia en detrimento del “duro radicalismo de mercado de la CDU/CSU” y a las pérdidas electorales asociadas a favor del partido de derecha (Alternativa para Alemania).
El comité ejecutivo de la CDU no reconoció a la Unión de Valores como una subdivisión del partido. Los críticos acusaron a la Unión de Valores de estar cerca de Alternativa para Alemania (AfD).El grupo, que en ese momento era bastante pequeño, se manifestó en contra de los enfoques de Angela Merkel hacia la crisis migratoria europea de 2015. Uno de los fundadores, Hans-Georg Maaßen, se negó a descartar posibles coaliciones con la AfD a mediano plazo. La resolución de 2019 del presidium y del comité ejecutivo de la CDU, relacionada con el asesinato de Walter Lübcke, acusó indirectamente a Maaßen y a la Unión de Valores de ser cómplices: “Cualquiera que apoye a la AfD debe saber que está envenenando el clima social y brutalizando el discurso político”. En ese momento, las declaraciones de la dirección de la CDU podían interpretarse como un apoyo a la expulsión de Maaßen del partido.
La Unión de Valores ha sido descrita como el Tea Party de Alemania.Antes de convertirse en un partido, la Unión de Valores no tenía afiliación oficial con ningún partido y su papel dentro de la CDU/CSU era altamente controvertido.Cuenta con alrededor de 4,000 miembros oficiales.En las elecciones de liderazgo de 2018, la Unión de Valores apoyó a Friedrich Merz.
La dirección federal de la CDU inició la expulsión de Maaßen en febrero de 2023.
La vicepresidenta federal y líder estatal de Renania del Norte-Westfalia de la Unión de Valores, Simone Baum, participó en una reunión secreta de contactos entre la AfD y otros extremistas de derecha.En dicha reunión, los participantes de extrema derecha discutieron cómo sería posible la expulsión o “remigración” de migrantes y de personas con opiniones políticas diferentes en Alemania.La CDU inició un proceso de expulsión del partido contra Baum, y la ciudad de Colonia rescindió su contrato de trabajo con efecto inmediato, igualmente debido a su participación en la reunión secreta.
A comienzos de 2024, Maaßen anunció una votación entre los miembros de la asociación con el fin de convertir a la Unión de Valores en un partido político que seguiría una línea antiinmigración.En una asamblea general de la Unión de Valores celebrada el 20 de enero de 2024 en Erfurt, sus miembros votaron a favor de formar un nuevo partido con el plan de participar en las próximas elecciones regionales de septiembre de 2024 en Turingia, Sajonia y Brandeburgo.
Maaßen había dicho anteriormente que el nuevo partido cooperará con todos los partidos que apoyen su programa y “estén dispuestos a un cambio de política en Alemania”.
La Unión de Valores obtuvo el 0,28 % de los votos en las elecciones estatales de Sajonia de 2024, el 0,56 % en las elecciones estatales de Turingia de 2024 y el 0,26 % en las elecciones estatales de Brandeburgo de 2024.
El miembro del Bundestag por la AfD, Dirk Spaniel, se unió al partido en enero de 2025, otorgándole representación en el Bundestag. Spaniel no se presentará a la reelección.

## Resultados electorales

### Parlamento Federal (Bundestag)
| Elección | Líder             | Circunscripción | Circunscripción | Lista del partido | Lista del partido | Escaños | +/–   | Estatus político   |
| Elección | Líder             | Votos           | %               | Votos             | %                 | Escaños | +/–   | Estatus político   |
| -------- | ----------------- | --------------- | --------------- | ----------------- | ----------------- | ------- | ----- | ------------------ |
| 2025     | Hans-Georg Maaßen | 2,844 (#20)     | 0.01            | 6,803 (#25)       | 0.01              | 0/630   | Nuevo | Extraparlamentario |

### Parlamentos regionales (Landtag)
| Estados      | Años | Votos | %          | Escaños | ±     | Estatus político   |
| ------------ | ---- | ----- | ---------- | ------- | ----- | ------------------ |
| Sajonia      | 2024 | 6,474 | 0.28 (#14) | 0/120   | Nuevo | Extraparlamentario |
| Turingia     | 2024 | 6,780 | 0.56 (#10) | 0/88    | Nuevo | Extraparlamentario |
| Brandenburgo | 2024 | 3,877 | 0.26 (#12) | 0/88    | Nuevo | Extraparlamentario |

## Disputas internas
La “figura principal” y presidente del partido es Hans-Georg Maaßen, el exjefe de la Oficina Federal para la Protección de la Constitución. Desde enero de 2024, Maaßen ha sido vigilado por sus antiguos colegas.
Poco después de fundarse el partido, comenzaron las disputas sobre su orientación y las luchas de poder. Maaßen dijo que, idealmente, le gustaría formar una coalición con la CDU, a la que calificó como el “socio premium” de la Unión de Valores. Maaßen también declaró que se alegraba ante la posible desaparición de la AfD. Esto provocó discordia dentro del partido. El reconocido empresario Markus Krall y el exmiembro de la AfD Max Otte participaron en la fundación del partido. Menos de un mes después, ambos anunciaron su dimisión. Criticaron el programa y la orientación política poco claros del partido, así como la excesiva confianza de sus protagonistas.Ambos se quejaron de que la distancia del partido respecto a la AfD era demasiado grande.

## Posiciones políticas
Políticamente, los observadores sitúan al partido entre la CDU y la AfD. La WU evita conscientemente negarse a cooperar con la AfD.

## Estructura
Presidencia federal:
- Alexander Mitsch (Marzo de 2017 – Mayo de 2021)[22]
- Max Otte (Mayo de 2021 – Enero de 2022),[23] (partidos: ex CDU, ex Unión de Valores, presidente de la fundación AfD)
- Hans-Georg Maaßen (desde enero de 2023), ex presidente de la Oficina Federal para la Protección de la Constitución[24] (partidos: ex CDU, ahora Unión de Valores)

Exmiembros:
- Alexander Mitsch,[25] cofundador y primer presidente federal de la Unión de Valores[26]
- Werner Josef Patzelt, cientista político y profesor universitario[1]